# Rodrigo Pinheiro
Rodrigo Anselmo Pinheiro dos Santos (Caruaru, 12 de agosto de 1981) é um político brasileiro, filiado ao Partido Social Democrático (PSD), e que atualmente é o prefeito de Caruaru. Mercadólogo pela Uninassau, Rodrigo desde jovem tem uma atuação ativa dentro do setor imobiliário da cidade chegando até a coordenar as câmaras setoriais dos corretores de imóveis e de construção civil da Associação Comercial de Caruaru (ACIC) e segue membro até os dias atuais.
Rodrigo Pinheiro iniciou sua carreira política em 2016 quando foi eleito no segundo turno como vice-prefeito de Caruaru, ao lado da então deputada estadual, Raquel Lyra e reeleito no primeiro turno em 2020 no primeiro turno de forma expressiva com 66,86% dos votos. Em março de 2022, Raquel Lyra, se desincompatibilizou do cargo de prefeita para ser candidata a governadora do estado fazendo com que Rodrigo assumisse a prefeitura. Em outubro de 2024, Rodrigo Pinheiro foi reeleito prefeito de Caruaru, com mais de 102 mil votos.
Pinheiro deixou o Partido da Social Democracia Brasileira, após a intervenção nacional, no qual o presidente nacional, Marconi Perillo, deixou a base de apoio ao governo do estado. No entanto, ao contrário da maioria dos ex-tucanos de Pernambuco, ele não participou da filiação ao Partido Social Democrático.

## Primeiros anos
Rodrigo Pinheiro nasceu em Caruaru, no dia 12 de agosto de 1981. Filho de Mércia Pinheiro dos Santos e de José Pinheiro dos Santos Filho, conhecido como Pinheirão, político, ex-vereador e ex-secretário de serviços públicos da cidade de Caruaru; cresceu em um ambiente politicamente ativo, influenciado pela trajetória de seu pai, Pinheirão, que exerceu cargos de destaque na política local como os de vereador e também de secretário de serviços públicos. Desde jovem, Rodrigo sempre esteve presente acompanhando o pai durante suas campanhas.

## Carreira política
Rodrigo Pinheiro iniciou sua carreira política em 2016, quando foi lançado como candidato a vice-prefeito de Caruaru ao lado de Raquel Lyra pelo Partido da Social Democracia Brasileira (PSDB), cargo que ocupou por quase seis anos após ser reeleito vice-prefeito nas eleições de 2020. Em março de 2022, a então prefeita Raquel Lyra se desincompatibilizou para se candidatar à vaga de governadora de Pernambuco. Fato que ocorreu em outubro do mesmo ano.
Desde 2022, Rodrigo Pinheiro manteve como foco a geração de mais empregos na cidade e até hoje segue alcançando marcos históricos, fazendo com que sua candidatura à reeleição fosse peça fundamental no futuro da cidade.
Em maio de 2024, oficializou sua candidatura à reeleição da Prefeitura de Caruaru tendo como vice Dayse Silva, ex-secretária de Desenvolvimento Social e Direitos Humanos, também do PSDB. Venceu o pleito no primeiro turno com 52,68% dos votos. A história de sua eleição, narrada por Rodrigo, pode ser encontrada no Youtube, no canal do responsável pela estratégia de comunicação de sua campanha campanha eleitoral, Marcelo Vitorino.

### Prefeito de Caruaru
Rodrigo Pinheiro assumiu a Prefeitura de Caruaru em março de 2023. A sua gestão iniciou exatamente no momento de flexibilização da pandemia de COVID-19, o que exigiu um gerenciamento ágil de administração dos retornos de setores com educação e cultura. Rodrigo Pinheiro foi responsável pela implementação de um novo formato do Maior e Melhor São João do Mundo.
Após a saída do PSDB de Pernambuco do governo Raquel Lyra, Pinheiro deixou o partido, porém não se filiou ao PSD como outros mandatários ex-tucanos do estado.